# 宇宙船ガリレオ号
『宇宙船ガリレオ号』（うちゅうせんガリレオごう、原題：Rocket Ship Galileo）は、アメリカのSF作家、ロバート・A・ハインラインによるSF小説。1947年に出版されたハインラインの最初の著書であり、1950年には『月世界征服』（原題：Destination Moon）の題名で映画化された。

## あらすじ
ガリレオ・クラブの3人のメンバー、ロス・ジェンキンズ、アート・ミラー、そしてモーリー・エイブラムズ。彼らは今日も、ロケットエンジンの噴射実験をしていた。スターストラックⅤ号と名付けられたロケットは、初めは良好な燃焼をしており、これまでの最高出力を達成したが、やがて爆発した。3人にケガはなかったが、近くに倒れている男の姿があった。駆け寄ってみたアートが言った。「ドンおじさん。ドナルド・カーグレーブスだ」。ドナルド博士は著名な物理学者である。3人は彼をたきつけて、本物の宇宙船を造らせることにした。もちろん3人も手伝う。人里離れた土地と建物を手にいれた彼らは、さっそくロケットの組み立てに取りかかった。いろいろな部品を買い込み、無いものは自分たちで加工する。トリウム原子炉で駆動するロケットは「ガリレオ号」と命名され、月をめざすことになった。
様々なトラブルを乗り越えて地球を離れた一行は、無事に月面に到着することができた。持ってきた資材で、ガリレオ号から離れた岩かげにキャンプを設置した。無線機を準備して地球に呼びかけたとき、すぐに返答があった。それは「第一次月探検隊」と名乗り、ガリレオ号の位置を確認するので送信を続けてほしいという。キャンプの外に出て見ていると、小型ロケットが飛んできた。それはガリレオ号の上で向きを変え、上昇していった。そして爆発が起こり、ガリレオ号は破壊された。キャンプにいた一行は無事だったが、何者が、何の目的で破壊したのか。小型ロケットは飛び去ったが、爆撃の成果を確認するために再び現れるだろうと予想した一行は、武器を準備して待った。やがて小型ロケットがまた飛んできて、キャンプとガリレオ号の残骸との間に着陸した。宇宙服を着た三つの人影が出てきたが、一行が発射したライフル弾丸で倒された。小型ロケットの中には、もう1人の男が残っていたので捕虜にした。その男はドイツ語を話し、ロケットの計器類の表示もドイツ語だった。
捕虜の話から、地球上の秘密の場所で月ロケットを建造したナチス軍団は、月面の地下にミサイル基地を設置し、世界征服をねらっていることがわかった。この小型ロケットよりもはるかに大型のロケット「ウォータン号」と「トール号」の二隻を持っていて、それらが交代で月に物資を補給しているようだ。小型ロケットには爆弾が残されていたので、地下基地を攻撃することに決定した。なんとかロケットを飛ばし、地下からのエアロックに爆弾を投下すると小石や砂が舞い上がり、それは破壊された。一行が基地の内部に入ってみると、宇宙服を着ていた1人を残して、真空にさらされた他の全員が死亡していた。誘導ミサイルは二百基以上もあった。そして月文明の地下遺跡を利用して、基地を建設していたこともわかった。基地の近くには大型ロケット「ウォータン号」が停泊していたので、一行はここを拠点にして活動することにした。

## 主な登場人物
- ロス・ジェンキンズ - ガリレオ号のエンジニア。
- アート・ミラー - ガリレオ号の通信士。
- モーリー・エイブラムズ - ガリレオ号の操縦士。
- ドナルド・カーグレーブス - アートの叔父。原子物理学者でガリレオ号を造った。

## 日本語訳書誌情報
- 土居耕訳『宇宙船ガリレオ号』〈少年少女世界科学名作全集 4〉（1951年、講談社）国立国会図書館書誌ID:000000823408
- 塩谷太郎訳『宇宙船ガリレオ号』〈少年少女世界科学冒険全集 1〉（1956年、大日本雄弁会講談社）[2]
- 山田順子訳『宇宙船ガリレオ号』〈創元SF文庫〉（1992年、東京創元社）ISBN 4-488-61811-1